# Putování aneb cesta z Království českého do Benátek a odtud po moři do země Svaté, země judské a dále do Egypta
Putování aneb cesta z Království českého do Benátek a odtud po moři do země Svaté, země judské a dále do Egypta je cestopis Kryštofa Haranta z Polžic a Bezdružic. Jedná se o zástupce oblíbeného žánru renesanční humanistické naukové literatury, který obrazy exotických krajů plní i funkci literatury zábavné, ovšem na díle jsou již patrny trendy nastupující barokní literatury. Český šlechtic Harant v něm popsal svou cestu do Palestiny a Egypta z roku 1598.
Autor zachytil vše, co během cesty zažil. („Další podivné zvíře je „vodní kůň“, hroch, který prý také žere lidi“). Dílo má didaktický charakter. Kniha je psaná česky. Autor má smysl pro humor a ironii, používá při popisování rčení a přirovnání.

## Děj knihy

### Motiv cesty
Harant se pro svou pouť do Palestiny rozhodl po smrti své ženy, aby přemohl smutek a aby poznal cizí kraje a obyčeje. Jako skvělý znalec Bible také toužil na vlastní oči vidět svatá místa. Věrným druhem při cestě mu byl přítel Heřman Černín z Chudenic a sluha.

### Benátky
Svou pouť zahájili cestou do Benátek. Zde měli příležitost si město dobře prohlédnout, protože museli dva měsíce čekat na loď. Kryštof město prozkoumal a své exaktní poznatky si pečlivě zapsal, jak to ostatně činil po celou cestu. Zaznamenal si počty kostelů, klášterů, špitálů i lodí. Poutníci si zde nechávají ušít prosté poutnické šaty na způsob františkánského řeholního roucha jako výraz pokory, ale hlavně aby nebyli zbytečně nápadní. Po místních hospodách také k cestě přesvědčí dalších pět dobrodruhů, např. nizozemského rytíře.

### Kréta
Plavbu na Krétu jim kazí skupina hlučných a neukázněných mužů. Na ostrově se přesvědčují o špatné pověsti místních obyvatel. Ženy jsou krásné, ale prodejné a zrádné. Muži často kradou a vydržují si mladé milence jako "pacholata sodomitská". K dobrému Harant vzpomíná výborný místní cukr.

### Kypr
Další zastávkou při plavbě je Kypr. Zde se jim podaří sehnat chatrnou loďku "jen se dvěma plachtami" a bez podpalubí. Po 52 dnech připlouvají do přístavu Jaffa, který je pro zanedbanost místními majiteli Turky zanesen pískem, takže velké lodi nemohou ke kamenným molům vůbec připlout.

### Jeruzalém
Hned po přistání je o část výbavy obere místní drzý celník se svými pomocníky, mimo jiné jim vypijí část zásob vína. Stěžejní část pouti po Svaté zemi je návštěva Jeruzaléma a zejména místního chrámu Božího hrobu. Ten si Kryštof pečlivě přeměřuje a porovnává s pražskou svatovítskou katedrálou. Průvodce dělá poutníkům místní mnich, který také Kryštofa následně pasuje na rytíře Božího hrobu.

### Sinaj
Z Palestiny se vydávají do Egypta a na horu Sinaj, kde Mojžíš obdržel od Hospodina desky s desaterem přikázání.
V klášteře sv. Kateřiny jsou pohoštěni nechutnou a chudou stravou, např. syrové boby máčené ve vodě, nevypečený chléb nebo sýr, který chutnal jako mýdlo. Kryštof si cestou na samotnou horu ulomí kus dřeva z keře, ze kterého si prý Mojžíš opatřil hůl. Nepříjemné dobrodružství prožijí, když je v noci přepadnou proradní arabští lupiči. Oloupí je o velkou část věcí, naštěstí jim zůstane váček s penězi, který Kryštof během rvačky stihne zahrabat do písku.

### Egypt
Během návštěvy Káhiry jsou svědky smutného obchodu s otroky, kdy jsou nazí nebožáci prodáváni za cenu menší, než dobytek a ponižujícím způsobem prohlíženi a zkoušeni. Harant také obdivuje veliké místní město s mnohem větším počtem domů než má Praha, za to plné prachu. V místních nemocnicích jsou však léčeni lidé ze všech zemí a to navíc zdarma.

### Návrat
Vděční Bohu, že jsou živí, se dostávají do Alexandrie, odkud odplouvají zpět do Benátek, kam šťastně dorazí po Vánocích s posledním tolarem v kapse. Po prožitých strastech Harant nikomu podnikat podobnou cestu nedoporučuje. Člověk se tu setká spíš se "Stejskalem než Vejskalem".

## Vydání
Kniha byla poprvé vydána v roce 1608 v tiskárně dědiců Adama z Veleslavína s obrazovým doprovodem Jana Willenberga a dalších rytců. Poté ji do němčiny přeložil Kryštofův bratr Jan Jiří Harant z Polžic a Bezdružic a tento překlad vydal syn Jana Jiřího Kryštof Vilém v roce 1678 pod názvem Der christliche Ulysses oder Weit-versuchte Cavalier Fürgestellt In der denckwürdigen Bereisung so wol deß Heiligen Landes, Als vieler anderer morgenländischer Provintzen, Landschafften und berühmter Städte.
Poté Putování vydal Karel Jaromír Erben v roce 1854 ve IV. svazku Staročeské Bibliotéky. Výbor vydal Karel Hrdina v roce 1926 pod názvem Cesta po Egyptě.

## Rozhlasové zpracování
V roce 2021 zpracováno v Českém rozhlasu jako 14dílná četba na pokračování. Připravila Alena Heroutová, Hudební spolupráce: Stanislav Abrahám, v režii Vladimíra Ruska četl Pavel Soukup. Dramaturgie: Petr Turek, premiéra:            21. 6. 2021.